# Dexter (Wisconsin)
Dexter – miasto w Stanach Zjednoczonych, w stanie Wisconsin, w hrabstwie Wood.